# 厙狄峙
厙狄 峙（しゃてき じ、? - 570年）は、中国の北魏から北周にかけての政治家。本姓は段氏、晋の幽州刺史の段匹磾の末裔にあたる。本貫は遼西郡石城県。

## 経歴
北魏の上洛郡太守の厙狄貞の子として生まれた。北魏に仕えて、高陽郡太守となった。534年、孝武帝が西遷すると、厙狄峙は官を棄てて帝に従い、関中に入った。535年、西魏が建国されると、中書舎人に任ぜられ、国政の機密に参与し、恭謹で知られた。黄門侍郎に転じた。
西魏は連年にわたって東魏と争っており、柔然が虚をついて、西魏の北辺を侵していた。西魏の朝廷は柔然との和親を望み、厙狄峙を使者として立てた。厙狄峙は容貌魁偉で、言葉がうまく、柔然の可汗はかれの言を重んじて、侵攻してこなくなった。厙狄峙は高邑県公に封ぜられた。驃騎将軍・岐州刺史に転じ、散騎常侍の位を加えられ、開府儀同三司となった。554年、長安に召還されて侍中となった。
柔然の滅亡後、突厥が強盛となった。突厥は文帝のときに西魏と通交したが、いっぽうで北斉とも結んでいた。宇文泰は厙狄峙に命じて突厥への使者として立てた。厙狄峙の説得により、突厥は北斉の使者を捕らえ、長安に使者を送ってきた。前後の功績により、厙狄峙は大将軍の位を受け、安豊郡公に封ぜられた。まもなく小司空となった。
557年、北周の孝閔帝が即位すると、厙狄峙は小司寇に転じた。明帝が即位すると、都督益潼等三十一州諸軍事・益州刺史となった。564年、宜州刺史に任ぜられた。568年、長安に帰って少師となった。老齢のため隠退を願い出て許された。570年、死去した。同州刺史の位を追贈された。諡は定といった。
子の厙狄嶷が後を嗣いだ。吏部上士を初任とし、小内史・小納言・職方中大夫を歴任して蔡州刺史となった。

## 伝記資料
- 『周書』巻33 列伝第25
- 『北史』巻69 列伝第57